# Joop Alberda
Jogchum Theo (Joop) Alberda (ur. 25 października 1951 w Oosterwolde) – holenderski działacz sportowy, w latach 1994-1996 selekcjoner reprezentacji Holandii.

## Życiorys
Joop Alberda w czasie studiów na Akademii Wychowania Fizycznego, czynnie grał w piłkę nożną, siatkówkę i uprawiał gimnastykę.
Joop Alberda z czasem zauważył, że ma zmysł do szkolenia w sporcie, szczególnie w siatkówce. W 1985 roku poznał Douga Beala - trenera reprezentacji Stanów Zjednoczonych, który doprowadził ją do złota olimpijskiego na olimpiadzie 1984 w Los Angeles i którego metody szkoleniowe inspirowały Alberdę.
W 1994 roku został trenerem reprezentacji Holandii, z którą zdobywał medale na zawodach międzynarodowych: złoto olimpijskie (1996), zwycięstwo w Lidze Światowej (1996) oraz srebrne medale mistrzostw świata (1994) Mistrzostw Europy (1995) i Pucharu Świata (1995). W 1996 roku Alberda został ogłoszony Trenerem Roku.
W 1997 roku został dyrektorem technicznym w Holenderskim Komitecie Olimpijskim, był w składzie delegacji na igrzyska olimpijskie 2000 w Sydney. Funkcję sprawował do 2004 roku.

## Największe sukcesy
- Igrzyska Olimpijskie:
  -  1996

- Liga Światowa:
  -  1996

- Mistrzostwa Świata:
  -  1994 (z Włochami)

- Mistrzostwa Europy:
  -  1995

- Puchar Świata:
  -  1995

## Życie prywatne
Joop Alberda obecnie mieszka wraz z dwójką dzieci w Vinkeveen.